# Graphen

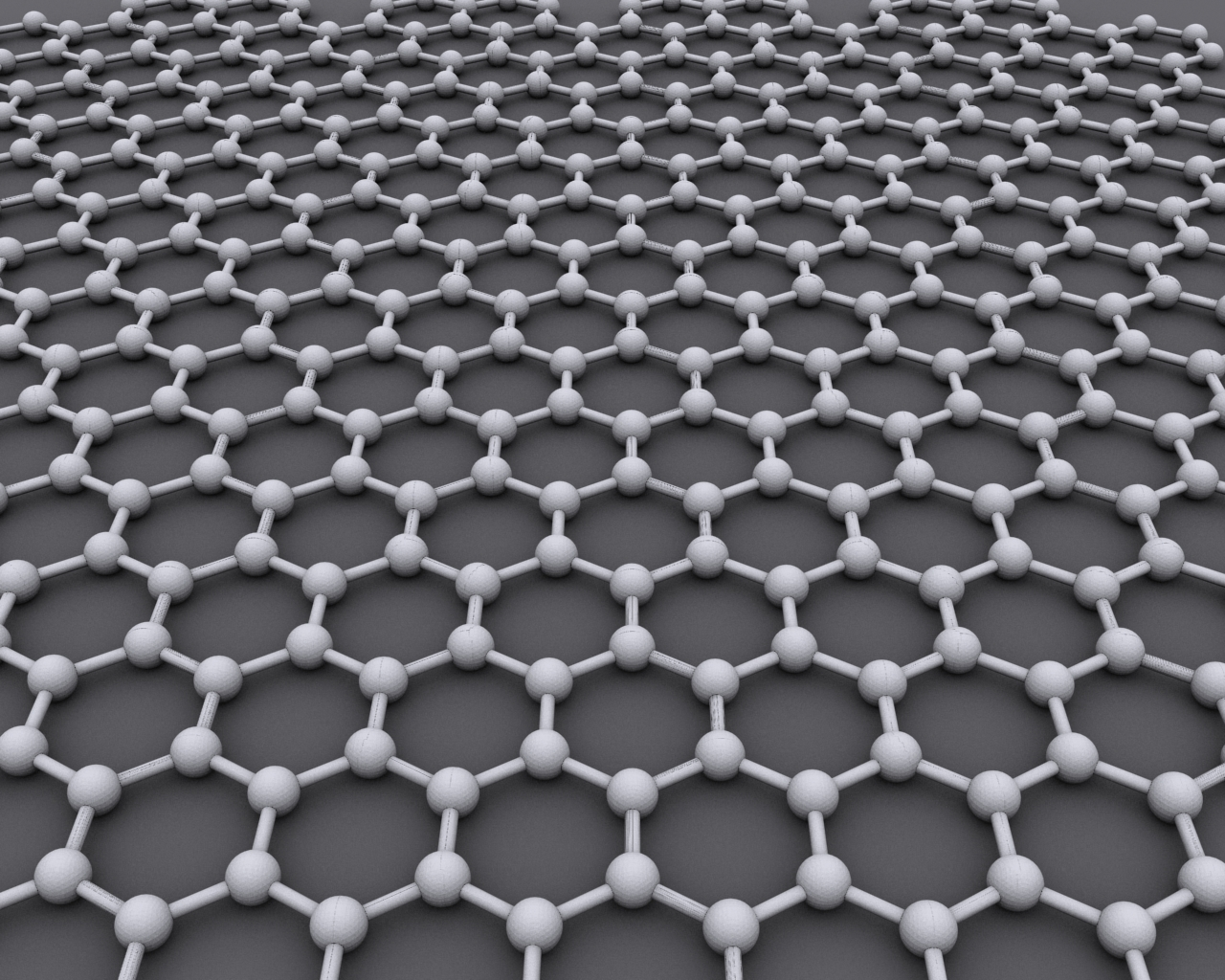
Graphen là một dàn tinh thể hình tổ ong của các nguyên tử carbon.

Graphen hay graphene là tấm phẳng dày bằng một lớp nguyên tử của các nguyên tử carbon với liên kết sp2 tạo thành dàn tinh thể hình tổ ong. Tên gọi của nó được ghép từ "graphit" (than chì) và hậu tố "-en" (tiếng Anh là "-ene"); trong đó chính than chì là do nhiều tấm graphen ghép lại, chiều dài liên kết cacbon-cacbon là 0,142 nm.
Chiều dài liên kết C-C trong graphen khoảng 0,142 nm. Graphen là phần tử cấu trúc cơ bản của một số thù hình bao gồm than chì, ống nano carbon và fulleren. Cũng có thể xét một phân tử thơm lớn vô hạn, mà trong trường hợp giới hạn của họ các hydrocarbon đa vòng phẳng gọi là graphen. Hai nhà khoa học Andrei Geim và Konstantin Sergeevich Novoselov khám phá ra graphen đã được trao Giải Nobel Vật lý năm 2010.

## Tính chất
Graphene có khả năng lấp đầy những lỗ hổng electron của nó bằng các electron khác gần như ngay lập tức, có nghĩa là nó đã chuyển một lượng lớn điện tích trong một khoảng thời gian ngắn.

## Sức khỏe và sự an toàn
Độc tính của graphene đã được tranh luận rộng rãi. Một đánh giá về độc tính của graphene đã tóm tắt các hiệu ứng in vitro, in vivo, kháng khuẩn với môi trường và nêu bật các cơ chế khác nhau của độc tính graphene. Nanotubes của graphene có thể tái tạo các tác động của bệnh bụi phổi amiăng. Độc tính của graphene phụ thuộc vào hình dạng, kích thước, độ tinh khiết, các bước xử lý sau sản xuất, tình trạng oxy hóa, các nhóm chức năng, tình trạng phân tán, phương pháp tổng hợp, tuyến đường, liều điều hành, và thời gian tiếp xúc.
Các dải nano graphene, các hạt nano graphene và hành tây nano graphene không độc hại ở nồng độ lên tới 50g / ml. Các hạt nano này không làm thay đổi sự biệt hóa của tế bào gốc tủy xương của con người đối với các nguyên bào xương (xương) hoặc tế bào mỡ (chất béo) cho thấy rằng ở các hạt nano graphene liều thấp là an toàn cho các ứng dụng y sinh. 10 mảnh graphene vài lớp có thể xuyên thủng màng tế bào trong dung dịch. Chúng được quan sát để xâm nhập ban đầu thông qua các điểm sắc nhọn và lởm chởm, cho phép graphene đi vào tế bào. Các tác động sinh lý của điều này vẫn chưa chắc chắn, và đây vẫn là một lĩnh vực tương đối chưa được khám phá.

## Định nghĩa
Một cách giải thích đơn giản về vật chất này được cung cấp trong bài tóm lược của Geim và Novoselov năm 2007:
Graphen là tấm riêng của các nguyên tử carbon được bó thành mạng hình tổ ong hai chiều (2D), và là khối căn bản cho các vật chất kiểu than chì bất chấp số chiều. Nó có thể được bọc lại thành những fulleren 0D, cuộn lại thành ống nano carbon 1D hoặc xếp thành than chì 3D.

## Sự khám phá
Nói đơn giản, graphen là một tấm phẳng than chì tách ra ở cỡ nguyên tử. Do vậy, theo cách hiểu này, graphen được biết đến từ khi tinh thể học tia X được sáng chế. Các tấm phẳng graphen chia ra hơn trong các hợp chất than chì được chèn lớp (intercalated graphite). Năm 2004, các nhà vật lý học tại Đại học Manchester và Học viện Công nghệ Vi điện tử tại Chernogolovka (Nga) khám phá cách để tách ra mỗi tấm phẳng graphen dùng băng dính văn phòng. Họ cũng đo các tính chất điện tử của những tấm tách ra và bày tỏ những tính chất hay của nó. Năm 2005, cùng nhóm Manchester cùng với những nhà nghiên cứu tại Đại học Columbia bày tỏ rằng các tựa hạt (quasiparticle) trong graphen là fermion Dirac không có khối lượng. Những khám phá này dẫn đến sự bùng nổ quan tâm về graphen.
Sau đó, hàng trăm nhà nghiên cứu đã vào phạm vi này và, đương nhiên, tìm kiếm kỹ càng những bài viết liên quan được xuất bản về trước. Bài đầu tiên tóm lược tài liệu về graphene được viết bởi các nhà nghiên cứu tiên phong tại Manchester. Họ dẫn nguồn vài bài cho biết rằng graphen hoặc những tấm than chì rất mỏng được nuôi cấy dùng quá trình epitaxy trên nhiều chất nền. Ngoài ra, họ chỉ đến nhiều bài trước năm 2004 về cuộc nghiên cứu về hợp chất than chì được chèn lớp dùng kính hiển vi điện tử truyền qua. Trong trường hợp thứ hai, các nhà nghiên cứu đôi khi nhận ra những tấm than chì rất mỏng – "vài-tấm-graphen" (few-layer graphene) và có thể ngay cả những tấm riêng. Mãi đến 1962 đã có một cuộc nghiên cứu chi tiết về vài-tấm-graphen. Những hình ảnh TEM đầu tiên của vài-lớp-graphen được xuất bản bởi G. Ruess và F. Vogt năm 1948. Tuy nhiên, D.C. Brodie đã biết đến cấu trúc rất phân lớp của than ocide được khử nhiệt (thermally reduced graphite oxide) vào năm 1859. Nó được V. Kohlschütter và P. Haenni nghiên cứu chi tiết năm 1918, họ cũng miêu tả các thuộc tính của giấy graphen ocide.

## Sự sản xuất
Chúng ta mới biết rằng những mảng tí xíu có tấm graphen được vỡ ra (cùng với những hợp chất khác) khi nào than chì được trầy, chẳng hạn khi vẽ đường bằng bút chì. Ít người quan tâm đến chất bụi này trước 2004–2005. Vì vậy Andre Geim và các đồng sự, những người giới thiệu graphen trong dạng hiện đại, thường được ghi công về sự khám phá graphen, nhưng có thể cho rằng ghi công vậy tương tự với ghi công Christopher Columbus là người "khám phá" châu Mỹ.
Vào năm 2008, graphen được sản xuất bằng quá trình tróc đá là một trong những nguyên liệu đắt nhất trên thế giới; một mảnh nhỏ đến nỗi có thể đứng trên đầu sợi tóc con người bằng giá hơn 1.000 đô la Mỹ (USD) vào tháng 4 năm 2008 (vào khoảng 100 triệu USD/cm²). Sau đó, quá trình tróc đó được tăng cường, và ngày nay có công ty bán graphen từng tấn một. Ngược lại, phần lớn giá graphen được sản xuất bằng epitaxy trên silic carbide là giá chất nền, nó vào khoảng 100 USD/cm² vào 2009. Graphen đã được các nhà nghiên cứu Hàn Quốc sản xuất rẻ hơn bằng cách chuyển từ niken; những cỡ bánh có đường kính tới 30 inch (760 mm) đã được sản xuất.